# Catena Littrow
Catena Littrow – łańcuch kraterów na powierzchni Księżyca, o długości 10 km. Jego współrzędne selenograficzne to ☾ 22,12°N 29,30°E/22,120000 29,300000.
Catenę nazwano od krateru Littrow, nazwa została zatwierdzona przez Międzynarodową Unię Astronomiczną w roku 1985.